# William P. Bolton
William P. Bolton (* 2. Juli 1885 bei Whiteford, Harford County, Maryland; † 22. November 1964 in Baltimore, Maryland) war ein US-amerikanischer Politiker. Zwischen 1949 und 1951 vertrat er den Bundesstaat Maryland im US-Repräsentantenhaus.

## Werdegang
William Bolton besuchte die öffentlichen Schulen seiner Heimat sowie die St. Francis Parochial School in Baltimore. Nach einem anschließenden Jurastudium an der Baltimore University und seiner 1909 erfolgten Zulassung als Rechtsanwalt begann er in diesem Beruf zu arbeiten. Zwischen 1941 und 1946 war er auch städtischer Richter in Towson. Gleichzeitig schlug er als Mitglied der Demokratischen Partei eine politische Laufbahn ein. Von 1946 bis 1948 saß er im Senat von Maryland.
Bei den Kongresswahlen des Jahres 1948 wurde Bolton im zweiten Wahlbezirk seines Staates in das US-Repräsentantenhaus in Washington, D.C. gewählt, wo er am 3. Januar 1949 die Nachfolge von Hugh Meade antrat. Da er im Jahr 1950 dem Republikaner James Devereux unterlag, konnte er bis zum 3. Januar 1951 nur eine Legislaturperiode im Kongress absolvieren. Diese war von den Ereignissen des Kalten Krieges geprägt. Nach dem Ende seiner Zeit im US-Repräsentantenhaus wurde Bolton im Jahr 1951 Leiter der zivilen Verteidigung im Baltimore County. Er starb am 22. November 1964 in Baltimore und wurde in Towson beigesetzt.